# Couinae
I Cuini (Couinae Bonaparte, 1852) sono una sottofamiglia di uccelli cuculiformi della famiglia Cuculidae.

## Descrizione
I Cuini vivono in Madagascar (il genere Coua) e in Asia sudorientale e Indonesia (il genere Carpococcyx). Frequentano soprattutto le zone boscose e le foreste fitte.
Sono uccelli terrestri, con zampe larghe e ali corte e arrotondate. Hanno un piumaggio brillante e appariscente e una tipica zona di pelle nuda dai colori vivaci attorno agli occhi. Si nutrono di grossi insetti e bruchi; alcuni cua si cibano anche di frutta. I Cuini non sono parassiti di cova come gli altri cuculi del Vecchio Mondo.

## Sistematica
La sottofamiglia è suddivisa in due generi, a cui appartengono 13 specie, di cui una estinta e due specie fossili:
- Genere Carpococcyx
  - Cuculo terragnolo beccocorallino (Carpococcyx renauldi)
  - Cuculo terragnolo del Borneo (Carpococcyx radiceus)
  - Cuculo terragnolo di Sumatra (Carpococcyx viridis)
- Genere Coua
  - Cua corridore (Coua cursor)
  - Cua gigante (Coua gigas)
  - † Cua chioccioliere (Coua delalandei) - estinto alla fine del XIX secolo
  - Cua di Coquerel (Coua coquereli)
  - Cua pettorosso o Cua pettorossiccio (Coua serriana)
  - Cua fronterossa o Cua di Reynaud (Coua reynaudii)
  - Cua capirosso o Cua dalla corona rossiccia (Coua ruficeps)
  - Cua crestato (Coua cristata)
  - Cua di Verreaux (Coua verreauxi)
  - Cua blu (Coua caerulea)
  - † Coua primaeva - preistorico
  - † Coua berthae - preistorico